# 황운하
황운하(黃雲夏, 1962년 9월 10일~)는 대한민국의 경찰공무원 출신 정치인으로, 제21·22대 국회의원이다. 2020년 제21대 총선에서 대전 중구에 출마, 당선되었다. 2024년 3월, 조국혁신당에 합류하였으며, 2024년 4월 제22대 총선에서 조국혁신당 비례대표로 출마, 재선되었다.

## 생애
경찰대학을 1기로 졸업하고 경찰공무원을 시작하였다. 2017년 7월 치안감으로 승진하면서 울산지방경찰청장에 임명되었다. 2011년 경무관 승진 이후 경찰청 수사기획관, 경찰수사연수원장, 대전지방경찰청 제2부장, 경찰청 수사구조개혁단장, 대전지방경찰청장 등을 역임하였다.
청와대 울산시장 선거개입 의혹이 불거졌을 때 총선을 앞두고 경찰청장에게 의원 면직을 신청하였으나 비위 관련 수사를 받는 공무원의 의원면직을 금하고 있는 대통령 훈령인 '공무원비위사건 처리 규정에 의해 거부된 채 더불어민주당 소속으로 대한민국 제21대 국회의원 선거에 입후보하여 당선되었다. 겸직 논란이 불거지자 경쟁 후보였던 전직 의원은 대법원에 당선무효 소송을 냈고 이후 경찰청은 국회 개원 하루 전에 "선거개입 사건으로 유죄 판결이 확정되면 의원면직 효력이 상실한다"는 조건부 의원면직 처리했다.
경쟁후보의 이의제기로 2020년 12월 대법원에서 진행된 변론기일에서 황운하 측은 '소속기관 장에 사직원이 접수되면 그 직을 그만 둔 것으로 본다'는 공직선거법 53조 4항을 근거로 들며 무효가 아니라고 주장했고 경쟁 후보 측은 "징계 등이 진행 중인 공무원의 경우에는 사직원이 곧바로 수리될 수 없다"는 훈령에 근거하여 반박했다.
최종적으로 대법원 1부(주심 김선수)에서 국민의힘 소속 이은권 전 의원이 낸 당선무효 소송에 대해 "공직선거법에서 정한 기한 내 사직원을 제출했다면 수리 여부와 관계없이 사직원 접수 시점에 직을 그만둔 것으로 간주해 정당 가입 및 후보자등록을 할 수 있다."고 판시하며 소송을 기각했다.

## 학력
- 대전산성국민학교 졸업
- 대전동산중학교 졸업
- 서대전고등학교 졸업
- 경찰대학 1기 학사
- 고려대학교 정책대학원 행정학 석사
- 성균관대학교 법학전문대학원 법학 박사

## 경력
- 1984~1991: 대통령경호실 근무
- 1999~2001: 경찰대학 총동문회 회장
- 2001. 3.~2003. 4. 서울특별시 용산경찰서 형사과 과장
- 2003. 4.~2004. 7. 서울특별시 강남경찰서 형사과 과장
- 2004. 7.~2005. 2. 경찰청 서울경무과 경정
- 2005. 2.~2006. 3. 경찰청 수사국 수사권조정팀 팀장
- 2006. 3.~2006. 9. 대전서부경찰서 서장
- 2006. 9.~2008. 3. 경찰종합학교 총무과 과장
- 2008. 3.~2009. 3. 대전중부경찰서 서장
- 2009. 3.~2010. 1. 대전지방경찰청 생활안전과 과장
- 2010. 1.~2011. 1. 서울지방경찰청 형사과 과장
- 2011. 1.~2011. 11. 제19대 서울특별시 송파경찰서 서장
- 2011. 11.~2012. 11. 경찰청 수사기획관
- 2012. 11.~2014. 1. 제9대 경찰수사연수원 원장
- 2014. 1.~2014. 12. 대전지방경찰청 제2부장
- 2014. 7.~2014. 12. 대전지방경찰청 제1부장 직무대리
- 2014. 12.~2015. 12. 서울지방경찰청 생활안전부 부장
- 2015. 12.~2017. 7. 경찰대학 교수부장
- 2017. 7.~2018. 12. 제23대 울산지방경찰청장
- 2018. 12.~2019. 12. 제14대 대전지방경찰청장
- 2019. 12.~2020. 2. 경찰인재개발원 원장
- 2020. 4. 15. 대한민국 제21대 국회의원 선거 당선(대전 중구, 더불어민주당, 초선)[7][8]
- 2020. 5.~2024. 3. 더불어민주당 대전광역시당 중구 지역위원회 위원장
- 2022. 8.~2024. 3. 더불어민주당 대전광역시당 위원장
- 2023. 5.~2023. 9. 더불어민주당 원내부대표
- 2024. 3.~2025. 5. 조국혁신당 원내대표
- 2024. 3.~ 조국혁신당 대전광역시당 위원장
- 2024. 4. 10. 대한민국 제22대 국회의원 선거 당선(비례대표, 조국혁신당, 재선)[2][3]
- 2025. 3 ~ 조국혁신당 대전광역시당 중구 지역위원회 위원장

### 의정 활동
- 2020년 5월 30일~2024년 5월 29일: 제21대 국회의원(대전 중구, 더불어민주당→무소속→조국혁신당, 초선)
  - 2020년 6월~2022년 5월: 제21대 국회 전반기 산업통상자원중소벤처기업위원회 위원
  - 2020년 6월~2021년 5월: 제21대 국회 전반기 예산결산특별위원회 위원
  - 2022년 7월~2024년 5월: 제21대 국회 후반기 정무위원회 위원
  - 2023년 5월~2023년 10월: 제21대 국회 후반기 국회운영위원회 위원
- 2024년 5월 30일~: 제22대 국회의원(비례대표, 조국혁신당, 재선)
  - 2024년 6월~: 제22대 국회 전반기 국토교통위원회 위원
  - 2024년 6월~: 제22대 국회 전반기 예산결산특별위원회 위원
  - 2025년 6월~2025년 7월: 제22대 국회 국무총리(김민석) 임명동의에 관한 인사청문 특별위원회 위원

## 청와대의 울산광역시장 선거 개입
2017년 10월 황운하는 김기현 측근에 대한 수사에 미온적인 경찰관들을 인사조치 하였고(직권남용권리행사방해), 김기현 측근에 대한 수사를 진행하는 방법으로 선거에 영향을 미쳤다(공직선거법위반).
2020년 1월 29일 서울중앙지방검찰청은 황운하 전 울산지방경찰청장(치안감)을 직권남용권리행사방해, 공직선거법위반 혐의로 불구속 기소하였다.

### 공직선거법 위반
황운하는 울산지방경찰청장 부임 직후인 2017년 8월 경부터 수차례 소속 정보 담당 경찰관들에게 ‘정보경찰이 밥값을 못하고 있다. 사회단체와 지도층, 울산시청 공무원들의 비리를 수집하라, 선거사건 첩보를 수집하라’는 취지의 지시를 하였고, 수사 담당 경찰관들에게 ‘울산지역 토착세력인 시장과 국회의원 등 친인척 비리에 대한 사정활동을 강화하라, 토착세력에 유리하게 사건을 진행하지 말라, 구청장비리 행위 사정활동을 강화하라’고 지시하면서 ‘내부 간섭과 지휘를 구분해라, 중요사건은 모두 지방청에서 직접수사하고, 특히 정보과 수집첩보와 하명사건에 대한 수사를 열심히 하라’면서 공공연히 자신의 지시에 따라 수사대상과 방향을 정하도록 소속 경찰관들을 압박하였다.
2017년 9월 중순 경 황운하는 차기 울산광역시장 선거 출마를 준비하던 송철호에게 만나자는 제의를 하였고, 2017년 9월 20일 저녁 울산광역시 남구 번영로에 있는 ○○식당에서 송철호를 만났다. 황운하는 송철호로부터 ‘김기현 관련 수사를 적극적으로 진행하여 달라’는 취지의 부탁을 받은 후 울산지방경찰청 소속 경찰관들에게 김기현 울산광역시장과 그 주변 인물들에 대한 정보수집과 집중수사를 더욱 독려하였다.
2017년 9월 22일 황운하는 소속 경찰관들에게 ‘지능범죄수사대에 양질의 첩보 및 수사가 없으니 조별로 10월까지 양질의 첩보, 선거사건 첩보를 수집하라’고 지시하고, 2017년 9월 27일 ‘선거 관련 예상후보자 불법, 사전선거운동 동향을 파악하라’고 지시하였다.
2017년 9월 하순 경 황운하는 지능범죄수사대장에게 ‘김기현의 형과 동생이 뭐하는 사람인지, 30억 원짜리 각서가 있다는 말이 있는데 이를 확인해보라’고 지시하였다. 이에 지능범죄수사대장은 김○○ 고발사건을 수사 중이던 지능1팀장에게 구체적인 수사경과를 파악하도록 지시하였고, 지능1팀장은 2017년 9월 하순경 ‘① 김○○이 동종 사건으로 여러 차례 울산시청 공무원들을 직무유기 등으로 고소 · 고발하여 모두 불기소 의견으로 검찰에 송치된 사실, ②김○○이 고발한 본건도 혐의를 인정할 증거가 부족한 사실, ③김○○이 아파트 시행으로 분양이 완료되면 김기현 울산시장의 친동생에게 30억 원을 준다는 각서를 작성하였는데, 이를 이용하여 김기현 울산시장 측을 협박한 사실, ④김○○이 최근 송철호를 통해 민정수석을 만났는데 현 울산지방경찰청장인 황운하를 내려 보낼 테니 고소하면 해결된다는 말을 채권자들에게 하고 있다는 사실, ⑤김○○이 김기현 울산시장 측에 앙심을 품고 송철호 측에 위 내용을 전달하여 내년 지방선거 때 김기현 시장의 가족들 비위를 거론하면서 선거에 이용할 것이라는 풍문이 있으며.⑥ 김기현의 처남을 채용하여 플랜트 제작업을 운영 중인 이OO이 최근 공사 수주를 못하자 김기현에게 도움을 요청하였으나 김기현이 면담을 거절하는 바람에 , 이OO이 자해 소동을 벌이면서 김기현 시장에 대한 낙선운동을 하고 있다’는 등의 내용으로 A4용지 5장 분량의 보고서를 작성하였다. 황운하는 지능범죄수사대장을 통해 해당 보고서를 보고받았다.
2017년 10월 1일 황운하는 울산지방경찰청 정보과 소속 모 경위가 작성한 ‘김기현 울산시장 정치자금법위반 및 모 건설 갑질 횡포’라는 제목의 범죄첩보서를 보고받았다. 모 경위는 송철호 등 더불어민주당 당원들과 활발하게 교류하고 있는 ○○○이 작성한 진정서를 울산지방경찰청 홍보담당관 총경으로부터 전달받았고, 이를 통해 범죄첩보서를 생산하였다. 황운하는 지능범죄수사대장과 지능1팀장 등에게 범죄첩보의 제보자를 즉시 소환하여 조사하도록 지시하였으며, 2017년 10월 1일 19:50 경부터 2017년 10월 2일 02:00경까지 제보자에 대한 참고인조사가 진행된 직후 그 결과를 보고받았다.
그러나 이는 2017년 9월 경부터 연일 황운하에게 김기현과 관련된 토착비리 범죄첩보를 수집하라는 지시를 받은 울산지방경찰청 홍보담당관 총경이 ○○○에게 ‘김기현 울산시장과 관련된 토착비리 정보가 있으면 알려 달라’는 부탁을 한 것이었고, 이에 ○○○이 2017년 9월 30일 울산광역시 남구 달동에 있는 커피숍에서 총경을 만나 ‘김기현 시장이 모 건설의 공장 신축과 관련하여 전기 사용 관련 인허가 문제를 해결하여 주었고, 김기현의 처 이종사촌이 금품을 제공받았으며, 김기현이 정치자금 쪼개기 후원을 받았다’는 취지로 작성한 진정서를 전달받은 것이었다. 모 경위는 당시 총경과 동행하였으나 커피숍 인근에 차량을 주차한 후 ○○○은 총경과 단독으로 만났다. 진정서에 기재된 내용은 이로부터 6년 전에 발생한 사안으로, 2014년 4월 경 울산지방경찰청 정보과 소속 경찰관에게 제보하고 그 무렵 정부 민원 접수 통합 시스템인 국민신문고에 진정서를 제출하였음에도 당시 울산지방경찰청은 접수받은 제보 내용에 대하여 특별한 수사나 절차를 진행하지 않았다. 이에 ○○○은 2017년 8월경 재차 국민신문고에 진정서를 접수하였다가 진정을 취소하여 2018년 3월 29일 서울중앙지방검찰청에서 공람종결 처분하였었다.
황운하는 2017년 10월 10일 오후 경 예고없이 지능범죄수사대장, 지능3팀장, 지능3팀 팀원, 지능1팀장을 청장실로 불러 ‘김○○ 고발 사건을 불기소 의견으로 검찰에 송치한 것’에 대해 ‘수사의지가 없다’고 강하게 비난하였고, ‘신천동 아파트 공사 관련하여 김기현 시장이 형, 동생을 통하여 이권에 개입했을 가능성이 크다, 사건의 본질은 김기현 시장의 측근이다, 이들을 인지해서 적극적으로 수사하라, 김○○가 주장하는 내용들이 왜 죄가 안 되는 것이냐’라며 추궁하였으며, ‘김○○이 제출한 고발장에 김기현 시장의 형제들이 인허가를 대가로 30억원을 받기로 했다는 용역계약서가 첨부되어 있다고 하는데 이 부분에 대하여 수사를 했느냐, 그 돈이 김기현 시장의 선거자금으로 지원되었고 김기현 시장이 영향력을 행사하여 사업이 일사천리로 진행되었다고 하니, 확인해 보라’며 수사대상과 혐의를 구체적으로 지목하고 수사방향과 결과까지도 사전에 미리 특정하여 암시하는 등 부당한 지시를 하였다.
김○○은 울산 지역 건설업자로, 2017년 7월 21일경 ‘울산시청 공무원들이 직권을 남용하여 특정 사업시행자에게 도로개설을 허가함으로써 토지 편입으로 인하여 재산권 행사를 방해하고, 토지보상법 규정에 위배하여 자신의 토지를 수용되게 하여 직무를 유기하였다’는 취지로 울산시청 공무원 등을 울산지방경찰청에 고발하였다. 그러나 이는 2017년 9월 하순경 혐의없음 의견으로 울산지방검찰청에 송치되었고, 2018년 1월 8일 울산지방검찰청에서 혐의없음 처분하였다. 황운하도 그 수사경과와 혐의없음 의견으로 검찰에 송치할 예정이라는 사실 등을 송치 전에 사전 보고받은 사건이었으며, 황운하가 언급한 30억원 용역계약서는 김○○이 제출한 50여장 분량의 참고자료 말미에 첨부되어 있을 뿐 김○○이 고발한 고발사실과는 전혀 무관한 내용이었다.
황운하는 신OO 수사과장을 불러 ‘김○○을 직접 만나 수사가 미진하다고 주장하는 부분이 무언지 들어보라’고 지시하였고, 지시를 받은 신OO 수사과장은 그 무렵 김○○을 수사과장실로 불러 면담하면서 김○○의 주장을 듣고 김○○에게 ‘당신이 주장하는 부분에 대하여 다시 한 번 잘 살펴보겠다’고 말한 후, 김○○가 주장하는 의혹들을 정리하여 지능범죄수사대장에게 전달하면서 구체적으로 이를 확인하라고 지시하였다.
이에 지능범죄수사대장 등은 2017년 10월 중순경 황운하에게 ‘고발인이 제출한 참고자료 중에 용역계약서가 포함되어 있는 것을 모르고 있다가 이제야 확인이 되었다, 하지만 고발인은 고발인 조사 때도 용역계약서와 관련하여 수사를 진행해 달라는 등의 어떠한 언급이 없었고, 용역계약서는 고발 범죄사실과는 전혀 무관한 자료이고 30억 원이 실제 지급되지도 않았다, 김○○이 제기한 의혹에 관하여 사실관계를 확인한 결과 용역계약서와 관련해서는 굳이 의율하려면 변호사법위반 정도를 검토해 볼 수는 있지만, 선거를 앞두고 정치적으로 이용될 수 있어 수사에 착수하는 것이 적절해 보이지 않는다, 나머지 김○○이 주장은 이전에도 수사가 진행되었던 것으로 추측에 불과할 뿐 근거가 없다’는 취지의 보고를 하였다.
그러자 황운하는 ‘용역계약서가 사건기록에 첨부되어 있는데도, 그런 자료가 없다고 청장에게 허위보고를 하였다’는 사유를 내세워, 정기인사 시기가 아님에도 감찰이나 징계절차를 거치지 않은 채, 모두 다른 경찰서로 보내라고 지시하였다가, 수사과장과 인사계장이 승진이 임박한 경찰을 타 경찰서로 전보시키는 것은 너무 가혹하니 이를 재고해 달라고 요청하자, 2017년 10월 24일 지능범죄수사대장을 수사2계장으로, 모 경위를 울산남부경찰서로, 모 경사를 울산중부경찰서로 전보하는 좌천성 인사발령을 하였다. 그러나 황운하가 주장한 허위보고 사유는 사실은 고발사실과 무관한 참고자료 중 일부를 기억하지 못한 것에 불과하고, 실질은 김기현 측근 사건에 대해 자신이 원하는 대로 수사하지 않는다는 이유로 사건에서 배제하는 것이었다.
이처럼 황운하는 부당한 인사조치를 통하여 울산지방경찰청 소속 경찰관들에게 자신의 지시가 부당한 경우라도 이를 따르지 않으면 인사상 불이익을 받을 수 있다는 인식을 확산시켰다.
황운하는 윤OO의 후임으로 지능범죄수사대장에 부임한 경정에게 ‘김○○ 고소 고발 사건을 원점에서 재검토하라’고 지시하였고, 이에 정OO 지능범죄수사대장은 부임 당일인 2017년 10월 25일 김○○를 울산지방경찰청으로 불러 서OO 경위의 후임인 최OO 경위 등과 함께 면담하면서 ‘사건을 전면 재검토할 것이고, 김기현 형 동생에 대한 비위 내용도 적극 확인할 테니 우리를 믿어봐 달라’고 말하였다.
또한 황운하는 회의때마다 참모들에게 ‘김기현 울산시장의 친인척 및 측근의 비리 사건에 수사력을 집중하라’, ‘다른 사건은 뒤로 미루더라도 울산시장관련 비리 사건에 지능수범죄수사대 전체가 공동으로 대용하여 신속 수사하라’, ‘일주일 단위로 김기현 울산시장 관련 사건을 진행상황을 보고하라’는 등의 지시를 하달하여 김기현 울산시장 측근 비리 사건 수사 진행 상황을 집중 관리하였다.
황운하는 최OO 경위도 관련 사건을 신속히 진행하지 않는다는 보고를 받고는, 2017년 11월 중순경 성OO 경위를 지능범죄수사대로 비공식 파견받아 관련 사건올 담당하게 하였고, 관련 고소·고발사건만을 전담하도록 전담수사팀을 구성하게 하는 한편, 기존 수사팀을 확대하는 등 피의자가 원하는 대로 수사대상과 방향을 정하여 대규모의 수사를 진행할 수 있는 체제를 갖추었다.
그런데 성OO 경위는 이전부터 고발인과 유착하여 부적절한 친분을 유지하고 있는 경찰관이어서 신OO 수사과장이 2차례에 걸쳐 성OO를 지능범죄수사대에 오게 하여 고발 사건을 담당하게 하는 것은 부적절하다는 취지로 반대하였음에도, 황운하는 고발인 관련사건을 성OO 경위에게 배당하여 김기현 울산시장 및 그 주변인들에 대한 수사를 자신의 의도에 따라 진행되도록 하기 위하여 성OO를 지능범죄수사대에 배치하였다.
2018년 1월 초순경, 황운하는 청와대가 생산하여 경찰청을 통해 울산지방경찰청에 하달한 ‘지방자치단체장(울산광역시장 김기현) 비리 의혹’ 범죄첩보서를 수신하였다. 그후 황운하는 정OO 지능범죄수사대장에게 ‘김기현 울산시장과 박기성 비서실장 등에 대한 비리를 제대로 신속히 수사하라’고 지시하였고, 특히 김기현의 친형제 등에 대한 인허가 관련 변호사법위반 사건에 대한 수사가 지연되는 것을 질책하면서 신속한 수사를 지시하고, 수사상황을 실시간으로 보고받으면서 자신이 원하는 대로 수사가 진행되는지 확인하였다.
황운하로부터 지시를 받은 정OO 지능범죄수사대장은 양OO 경위에게 ‘경찰청에 범죄첩보서의 출처를 확인해 보라’고 지시하였고, 양OO 경위는 경찰청 특수수사과 손OO 경위에게 연락하여 청와대에서 범죄첩보서가 하달되었음을 확인한 후 이를 정OO 지능범죄수사대장 등을 통해 황운하 등에게 보고하였다. 정OO 지능범죄수사대장은 청와대에서 하달된 범죄첩보서 내용 중 ‘김기현 울산시장 친형제 등의 인허가 관련 비리’ 부분을 지능범죄수사대 소속 성OO 경위 등에게, ‘김기현 울산시장과 박기성 비서실장 등의 레미콘 납품 관련 비리 ’ 등 부분을 지능범죄수사대 양OO 경위 등에게, ‘박기성 비서실장 등의 인사 비리 부분을 지능범죄수사대 우OO 경위 등에게’ 각각 배당하면서 신속한 수사를 지시하였다.
2018년 1월 5일 김기현의 친형제에 대한 인허가 관련 변호사법위반 사건을 배당받은 지능범죄수사대의 성OO 경위 등은 수사· 또는 내사에 착수한 후 상당한 기간이 경과되었음에도 마치 김○○의 고발로 수사에 새롭게 착수한 것처럼 외관을 만들기 위해 김○○에게 고발 내용 및 적용 죄명을 상세하게 알려주어 김○○로 하여금 고발장을 작성해오도록 하였고 김○○로부터 고발장을 접수받자마자 곧바로 김○○를 상대로 고발인 조사를 함과 동시에 피고발인에 대한 출석요구서를 발송하였고 김기현에 대한 표적수사를 숨기기 위해 피의자 명단 전산정보에서 김기현의 이름을 삭제하기도 하였다. 또한 이전에 김○○가 울산시청 공무원들을 고발한 사건의 수사과정에서 김기현의 울산시장 선거캠프 특별보좌관으로 근무한 윤OO를 ‘김철수’라는 가명으로 조사한 가명 조서를 변호사법위반 사건 기록에 편철한 후 다시 윤OO를 실명으로 조사한 실명 조서를 변호사법위반 사건 기록에 추가로 편철하여 새로운 객관적인 제3자의 진술이 더 있는 것처럼 가장하였다. 이러한 지능범죄수사대의 행위는 황운하의 지시에 따른 것이었다.
2018년 1월 11일 황운하는 울산으로 내려온 청와대 민정비서관실 소속 행정관(총경)에게 김기현 관련 각종 수사 상황을 보고하였다.
2018년 2월 27일 황운하는 지능범죄수사대의 성OO 경위 등에게 지시하여 체포 및 압수수색검증영장 2018년 3월 14일 압수수색검증 영장 2018년 3월 29일 구속영장 2018년 4월 23일 체포영장을 신청하도록하였다.
2018년 3월 21일경 성OO 경위가 김○○와 유착되어 사건관계인을 협박하였다는 사실이 언론에 보도되고 그 무렵부터 성OO 경위에 대한 검찰 수사가 진행되어 심OO 수사과장과 정OO 지능범죄수사대장으로부터 성OO에 대한 직위해제를 건의 받았으나, 황운하는 이를 무시한 채 성OO로 하여금 계속하여 2018년 6월 13일 지방선거까지 지능범죄수사대에 잔류하며 김기현 관련 수사에 관여할 수 있도록 하였다.
황운하는 김기현 측근의 레미콘 납품 관리와 관련해서는 증거를 부풀리거나, 송철호 캠프 정책실장인 송병기를 조사한 것임에도 ‘前OO레미콘 대표의 운전기사’인 것처럼 허위로 가명 조서를 작성하는 등의 방법으로 김기현 주변 인물들의 표적 수사를 진행하였다. 황운하는 직권남용권리행사방해 관련 법리 오해, 수사 미진 등에 대한 법원 및 검찰의 거듭된 지적에도 불구하고, 검사의 수사 지휘를 따르지 않고 판사의 지적에 불복하며 기존의 법리 판단을 고집하고 추가 입증을 보완하지 아니한 채 일방적으로 기소의견으로 송치하였다. 결국 검찰은 사건을 송치 받아 직접 보완수사를 실시한 다음 황운하가 송치한 인물들에 대해 혐의없음 처분하였다.
이처럼 황운하가 울산 경찰을 통해 김기현과 그 측근에 대하여 표적수사를 진행한 결과, 김기현의 비서실장이 직권을 남용하여 레미콘업체 선정에 외압을 행사하였다는 등 내용의 언론보도가 연일 이어졌다. 2018년 2월 3일(한국갤럽 여론조사) 김기현 40%, 송철호 19.3% 이던 후보자 지지율이 2018년 3월 16일 울산광역시장 비서실 등에 대한 경찰의 대대적인 압수수색 이후인 2018년 4월 17일(리얼미터 여론조사) 김기현 29.1%, 송철호 41.6%로 역전되었고, 2018년 6월 13일 실시된 울산광역시장 선거에서 송철호는 울산광역시장으로 당선되었으며 김기현은 낙선하였다. 이와 같이 황운하는 정치적 중립을 지켜야 함에도 직무와 관련하여 또는 지위를 이용하여 울산광역시장 선거에 출마 예정인 김기현에 대한 부당한 수사를 진행하게 하거나 진행함으로써 선거에 영향을 미치는 행위를 하였다.

### 직권남용권리행사방해
‘울산광역시지방경찰청 인사관리 규칙’에는 ‘모든 인사는 명백한 기준과 원칙에 따라 특별한 사정이 없는 한 정기적으로 실시하고, 인사의 공정성과 객관성을 확보하기 위하여 인사위원회를 개최하여야 하며, 지방청 전입이나 신규 임용, 고충처리규정에 의한 심사대상자 등 통상적인 전보사유 외에는 징계처분을 받은 경우에만 전보가 가능하다’고 규정되어 있다. 이는 울산광역시지방경찰청 소속 경정 이하 경찰관의 인사에 대해 적용되는 규칙이다.
그러나 황운하는 울산지방경찰청 관내 전보인사에 대한 인사권을 보유하고 있음을 기회로 하여 자신이 원하는 대로 김기현 측근 사건에 대해 수사하지 않는다는 이유로 형식적으로 ‘용역계약서가 사건기록에 첨부되어 있는데도, 그런 자료가 없다고 청장에게 허위보고를 하였다’는 사유를 내세워, 정기인사 시기가 아님에도 감찰이나 징계절차를 거치지 않은 채 지능범죄수사대의 윤OO, 서OO, 장OO를 수사업무에서 배제되게 하였다. 황운하가 내세운 허위 보고 사유는 사실은 고발사실과 무관한 참고자료 중 일부를 기억하지 못한 것에 불과하였으나, 황운하는 2017년 10월 24일 윤OO 지능범죄수사대장을 수사2계장으로, 서OO 경위를 울산남부경찰서로, 장OO 경사를 울산중부경찰서로 전보하는 좌천성 인사발령을 함으로써 윤OO, 서OO, 장OO으로 하여금 전보된 곳에서 근무하게 하고, 기존에 수행 중이던 김OO 고발사건 등 지능범죄수사대 소관 수사업무를 더 이상 수행하지 못하도록 하였다. 이로써 황운하는 울산지방경찰청장의 직권을 남용하여 경찰관들에 대한 부당한 인사발령을 통하여 전보된 곳에서 근무하게 함으로써 의무 없는 일을 하게하고, 지능범죄수사대의 수사업무에서 배제되게 함으로써 경찰관들의 범죄수사에 관한 권리행사를 방해하였다.

### 형사처벌
2023년 11월 29일 서울중앙지방법원 형사21-3부는 황운하에게 징역 3년을 선고하였다. 다만 “증거인멸이나 도망 우려는 없다”면서 법정 구속은 하지 않았다.
결국 이 여파로 황운하는 2024년 2월 26일 제22대 총선에 출마하지 않겠다고 선언했다.

## 논란

### 감봉 징계
2007년 한화그룹 김승연 회장 폭행 사건 은폐의혹과 관련하여 당시 경찰청장인 이택순 경찰청장의 퇴진을 요구하였다가, 감봉 3개월의 경징계를 받은 적이 있다.

### 국가공무원법 위반
황운하는 2020. 1. 16. 경찰신분을 가지고 있는 상태에서 더불어민주당에 입당하였다. 이는 국가공무원법상 불법에 해당한다는 주장이 있다..
그러나 대법원 1부(주심 김선수)에서 국민의힘 소속 이은권 전 의원이 낸 당선무효 소송에 대해 "공직선거법에서 정한 기한 내 사직원을 제출했다면 수리 여부와 관계없이 사직원 접수 시점에 직을 그만둔 것으로 간주해 정당 가입 및 후보자등록을 할 수 있다."고 판시하였으므로 국가공무원법 위반이 아님이 밝혀졌다.

### 대전 폭우 보도 함박웃음
2020년 7월 자신의 지역구가 있는 대전광역시에 폭우가 내리고 있다는 보도를 배경으로 한 채 다른 국회의원들과 함박웃음을 짓는 사진에 대한 논란이 불거졌다. 이에 황운하는 처음에는 악마의 편집이라 주장했으나 비판이 거세지자 사과의 뜻을 밝혔다.

## 역대 선거 결과
|  | 50.30% |

|  | 24.25% |

## 소속 정당
| 소속 정당 | 소속 정당    | 소속 기간 | 비고      |
| --------- | ------------ | --------- | --------- |
|           | 더불어민주당 | 2020~2024 | 정계 입문 |
|           | 무소속       | 2024      | 탈당      |
|           | 조국혁신당   | 2024~현재 | 입당      |

## 같이 보기
- 중구 (대전 선거구)
- 대전 중구의 국회의원
- 대한민국 제22대 국회의원 선거 조국혁신당 후보 목록#비례대표